# Opel Meriva A
Opel Meriva A er en af den tyske bilfabrikant Opel bygget mini-MPV. I Storbritannien blev bilen solgt som Vauxhall Meriva og i Sydamerika som Chevrolet Meriva.
Bilen er baseret på den i efteråret 2000 introducerede Opel Corsa C og blev udviklet af General Motors do Brasil sammen med Opels udviklingscentrum i Rüsselsheim. De europæiske versioner fra Opel og Vauxhall blev fremstillet mellem marts 2003 og marts 2010 på Opel-fabrikken Figueruelas ved Zaragoza i Spanien, og den latinamerikanske version til 2012 i São José dos Campos i Brasilien.

## Historie
Meriva kom på markedet i maj 2003. Hovedkonkurrenten er Ford Fusion.
På trods af at platformen kommer fra Corsa, er benzinmotorerne på 1,6 og 1,8 liter hentet fra Astra mens dieselmotorerne på 1,7 liter er udviklet af Isuzu i Japan og også kan findes i dieselversionen af Honda Civic. Den mindste benzinmotor på 1,6 liter med 64 kW (87 hk), som samtidig er den eneste toventiler i serien, blev mindre end et år efter introduktionen afløst af den 16-ventilede 1,4 Twinport med 66 kW (90 hk).
Den i sommeren 2005 introducerede dieselmotor med commonrail-indsprøjtning ("CDTI") blev udviklet i et samarbejde mellem General Motors og Fiat. Efter joint venturets afslutning deler General Motors og Fiat rettighederne til motoren, men produktionen foregår på grund af en leveringskontrakt med lang resterende tid fortsat hos Fiat. 1,3 CDTI-motoren fra Opels ECOTEC-motorserie blev i 2005 kåret til Årets Motor i klassen fra 1,0 til 1,4 liters slagvolume.
Hos Opel og Vauxhall blev Meriva A i april 2010 afløst af Meriva B, og i Latinamerika i 2012 af den udelukkende i Brasilien udviklede Chevrolet Spin, som også fremstilles i Bekasi i Indonesien.
- Bagfra

### Facelift
I februar 2006 fik Meriva et facelift.
På den faceliftede Meriva er tværstriben i kølergrillen ikke længere placeret i midten, men i stedet ovenover grillen ligesom på de øvrige tidssvarende Opel-modeller. Yderligere kendetegn er en modificeret kofanger med nydesignede tågeforlygter (runde i stedet for rektangulære), modificerede forlygter med klart glas og mørkere baglygter.
Teknikken fra Corsa C blev bibeholdt i resten af modellens produktionstid, selv om Corsa C i efteråret 2006 blev afløst af Corsa D.
I januar 2007 fik Meriva af TÜV i Tyskland betegnelsen "mangeldværg". Ifølge deres statistik havde modellen i kategorien af to- og treårige biler færrest mangler.
General Motors solgte Meriva i Argentina, Brasilien, Mexico, Uruguay og Venezuela som Chevrolet Meriva. Hvor den faceliftede version kunne købes i Mexico, solgtes i de øvrige lande den oprindelige version.
- Opel Meriva (2006–2010)
- Bagfra
- Opel Meriva OPC (2006–2010)

## Udstyr
Basismodellen, Selection 110 Jahre (pr. november 2008), har fire skivebremser (indvendigt ventilerede på forhjulene) med ABS inkl. bremseassistent, front- og sideairbags, elektronisk stabilitetsprogram ESP Plus med antispinregulering TC Plus, hastighedsafhængig elektronisk servostyring, centrallåsesystem med fjernbetjening, højdejusterbart rat og førersæde, omdrejningstæller, el-justerbare og opvarmelige sidespejle og dobbelt bagagerumsbund. Klimaanlæg er på Selection 110 Jahre kun standardudstyr i forbindelse med 1,7 CDTI-motoren.
Niveauet over, Edition, har derudover el-ruder, klimaanlæg, cd/mp3-radio med ratbetjening, midterarmlæn foran, ekstra fralægningsrum og ekstra belysning (læselamper etc.) samt tågeforlygter.
Modellen Cosmo udgik i slutningen af 2008. Den har alufælge, elektrisk indklappelige sidespejle, kørecomputer, tågeforlygter og læderrat. I stedet kom modellen Innovation 110 Jahre med sædevarme, hastighedsregulator og parkeringspilot bagtil.
De på Meriva OPC standardmonterede gardinairbags kan til de øvrige versioner fås som ekstraudstyr mod merpris.
- Bagfra
- Opel Meriva (2006–2010)
- Bagfra
- Opel Meriva OPC (2006–2010)

## Tekniske data

### Benzinmotorer
|                                                | 1.4 Twinport        | 1.6                    | 1.6                                 | 1.6 Twinport                        | 1.6 Turbo                 | 1.8                                 |
| Byggeår                                        | 2/2004−3/2010       | 3/2003−2/2004          | 3/2003−7/2005                       | 8/2005−3/2010                       | 9/2005−3/2010             | 3/2003−3/2010                       |
| Motordata                                      |                     |                        |                                     |                                     |                           |                                     |
| Motorkode                                      | Z14XEP              | Z16SE                  | Z16XE                               | Z16XEP                              | Z16LET                    | Z18XE                               |
| Motortype                                      | R4-benzinmotor      | R4-benzinmotor         | R4-benzinmotor                      | R4-benzinmotor                      | R4-benzinmotor            | R4-benzinmotor                      |
| Antal ventiler pr. cylinder                    | 4                   | 2                      | 4                                   | 4                                   | 4                         | 4                                   |
| Ventilstyring                                  | DOHC, kæde          | OHC, tandrem           | DOHC, tandrem                       | DOHC, tandrem                       | DOHC, tandrem             | DOHC, tandrem                       |
| Fødesystem                                     | Multipoint          | Multipoint             | Multipoint                          | Multipoint                          | Multipoint                | Multipoint                          |
| Trykladning                                    | –                   | –                      | –                                   | –                                   | Turbolader, ladeluftkøler | –                                   |
| Køling                                         | Vandkøling          | Vandkøling             | Vandkøling                          | Vandkøling                          | Vandkøling                | Vandkøling                          |
| Boring × slaglængde                            | 73,4 × 80,6 mm      | 79,0 × 81,5 mm         | 79,0 × 81,5 mm                      | 79,0 × 81,5 mm                      | 79,0 × 81,5 mm            | 80,5 × 88,2 mm                      |
| Slagvolume                                     | 1364 cm³            | 1598 cm³               | 1598 cm³                            | 1598 cm³                            | 1598 cm³                  | 1796 cm³                            |
| Kompressionsforhold                            | 10,5:1              | 9,6:1                  | 10,5:1                              | 10,5:1                              | 8,8:1                     | 10,5:1                              |
| Maks. effekt ved omdr./min.                    | 66 kW (90 hk) 5600  | 64 kW (87 hk) 5400     | 74 kW (101 hk) 6000                 | 77 kW (105 hk) 6000                 | 132 kW (180 hk) 5500      | 92 kW (125 hk) 5600                 |
| Maks. drejningsmoment ved omdr./min.           | 125 Nm 4000         | 138 Nm 3000            | 150 Nm 3600                         | 150 Nm 3900                         | 230 Nm 2200               | 170 Nm 3800                         |
| Kraftoverførsel                                |                     |                        |                                     |                                     |                           |                                     |
| Drivende hjul                                  | Forhjul             | Forhjul                | Forhjul                             | Forhjul                             | Forhjul                   | Forhjul                             |
| Gearkasse (standardudstyr)                     | 5-trins manuel      | 5-trins manuel         | 5-trins manuel                      | 5-trins manuel                      | 6-trins manuel            | 5-trins manuel                      |
| Gearkasse (ekstraudstyr)                       | –                   | –                      | 5-trins semiautomatisk (Easytronic) | 5-trins semiautomatisk (Easytronic) | –                         | 5-trins semiautomatisk (Easytronic) |
| Præstationer                                   |                     |                        |                                     |                                     |                           |                                     |
| Topfart                                        | 168 km/t            | 170 km/t               | 175 km/t                            | 181 km/t                            | 222 km/t                  | 190 km/t                            |
| Acceleration 0-100 km/t                        | 13,8 sek.           | 14,5 sek.              | 13,3 sek.                           | 13,3 sek. (14,3 sek.)               | 8,2 sek.                  | 11,3 sek. (12,3 sek.)               |
| Brændstofforbrug pr. 100 km ved blandet kørsel | 6,4 liter Blyfri 95 | 7,8 liter Blyfri 95    | 7,5 liter Blyfri 95                 | 6,7 liter Blyfri 95                 | 7,8 liter Blyfri 98       | 7,9 liter (7,8 liter) Blyfri 95     |
| Bemærkninger                                   |                     |                        |                                     |                                     |                           |                                     |
|                                                |                     | afløst af 1.4 Twinport | afløst af 1.6 Twinport              |                                     | kun for OPC               |                                     |

1. ↑  Afvigende værdier i parentes gælder for versioner med Easytronic

Benzinmotorerne er af fabrikanten godkendt til brug med E10-brændstof.

### Dieselmotorer
|                                                | 1.3 CDTI                  | 1.7 DTI                   | 1.7 CDTI                  | 1.7 CDTI                  | 1.7 CDTI                  |
| Byggeår                                        | 8/2005−3/2010             | 3/2003−7/2005             | 3/2003−7/2005             | 10/2006−3/2010            | 10/2006−3/2010            |
| Motordata                                      |                           |                           |                           |                           |                           |
| Motorkode                                      | Z13DTJ                    | Y17DT                     | Z17DTH                    | Z17DT                     | Z17DTR                    |
| Motortype                                      | R4-dieselmotor            | R4-dieselmotor            | R4-dieselmotor            | R4-dieselmotor            | R4-dieselmotor            |
| Antal ventiler pr. cylinder                    | 4                         | 4                         | 4                         | 4                         | 4                         |
| Ventilstyring                                  | DOHC, kæde                | DOHC, tandrem             | DOHC, tandrem             | DOHC, tandrem             | DOHC, tandrem             |
| Fødesystem                                     | Commonrail                | Commonrail                | Commonrail                | Commonrail                | Commonrail                |
| Trykladning                                    | Turbolader, ladeluftkøler | Turbolader, ladeluftkøler | Turbolader, ladeluftkøler | Turbolader, ladeluftkøler | Turbolader, ladeluftkøler |
| Køling                                         | Vandkøling                | Vandkøling                | Vandkøling                | Vandkøling                | Vandkøling                |
| Boring × slaglængde                            | 69,6 × 82,0 mm            | 79,0 × 86,0 mm            | 79,0 × 86,0 mm            | 79,0 × 86,0 mm            | 79,0 × 86,0 mm            |
| Slagvolume                                     | 1248 cm³                  | 1686 cm³                  | 1686 cm³                  | 1686 cm³                  | 1686 cm³                  |
| Kompressionsforhold                            | 17,6:1                    | 18,4:1                    | 18,4:1                    | 18,4:1                    | 18,4:1                    |
| Maks. effekt ved omdr./min.                    | 55 kW (75 hk) 4000        | 55 kW (75 hk) 4400        | 74 kW (101 hk) 4400       | 74 kW (101 hk) 4400       | 92 kW (125 hk) 4400       |
| Maks. drejningsmoment ved omdr./min.           | 170 Nm 1750               | 165 Nm 1800               | 240 Nm 2300               | 240 Nm 2300               | 280 Nm 2300               |
| Kraftoverførsel                                |                           |                           |                           |                           |                           |
| Drivende hjul                                  | Forhjul                   | Forhjul                   | Forhjul                   | Forhjul                   | Forhjul                   |
| Gearkasse                                      | 5-trins manuel            | 5-trins manuel            | 5-trins manuel            | 6-trins manuel            | 6-trins manuel            |
| Præstationer                                   |                           |                           |                           |                           |                           |
| Topfart                                        | 157 km/t                  | 161 km/t                  | 178 km/t                  | 180 km/t                  | 195 km/t                  |
| Acceleration 0-100 km/t                        | 17,8 sek.                 | 17,0 sek.                 | 13,4 sek.                 | 12,8 sek.                 | 10,9 sek.                 |
| Brændstofforbrug pr. 100 km ved blandet kørsel | 5,0 liter Diesel          | 5,4 liter Diesel          | 5,3 liter Diesel          | 5,4 liter Diesel          | 5,4 liter Diesel          |
| Bemærkninger                                   |                           |                           |                           |                           |                           |
|                                                | med partikelfilter        | afløst af 1.3 CDTI        |                           | med partikelfilter        | med partikelfilter        |

CDTI-skrifttrækket på 1,7 CDTI med 74 kW (101 hk) i årgangene 2003 til 2005 adskiller sig fra de andre dieselmotorer gennem de to røde "TI"-bogstaver. Efter faceliftet kendetegner dette 92 kW (125 hk)-dieselmotoren.

## Sikkerhed
Det svenske forsikringsselskab Folksam vurderer flere forskellige bilmodeller ud fra oplysninger fra virkelige ulykker, hvorved risikoen for død eller invaliditet i tilfælde af en ulykke måles. I rapporterne Hur säker är bilen? er/var Meriva i årgangene 2003 til 2010 klassificeret som følger:
- 2017: Mindst 20 % bedre end middelbilen[12]
- 2019: Mindst 20 % bedre end middelbilen[13]